# 欧柏林学生志愿传道团
欧柏林学生志愿传道团（Oberlin Band）是指从1882年到1900年，一批来自美国俄亥俄州欧柏林学院，在中国山西省工作的基督教传教士。他们隶属于美国公理会差会 (ABCFM)。在1900年义和团运动期间，有15名欧柏林传教士，男女老少皆有，被山西巡抚衙门下令，由义和团和士兵处死。

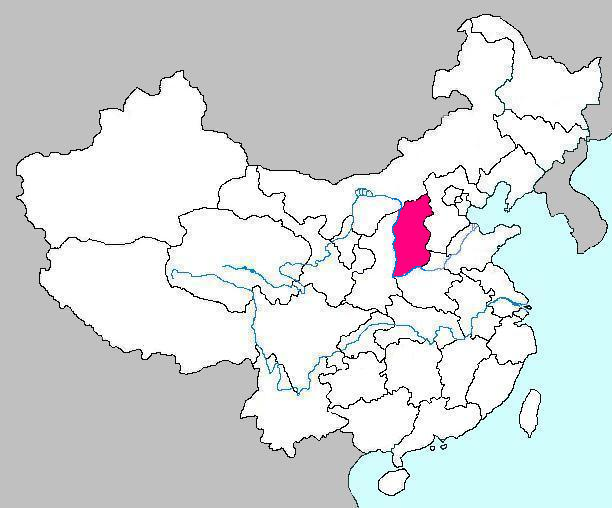
山西省的位置

## 背景
在19世纪，位于俄亥俄州奥伯林的欧柏林学院，因其对社会改革和基督教的热情而引人注目。欧柏林是第一所定期招收非洲裔美国学生的美国大学。 这里激进的废奴主义，导致一位历史学家称奥伯林为“内战开始的城镇”。
内战后，奥伯林将大部分注意力转向在世界各地传播基督救恩的福音。一位神学家说，“让我们起来征战 …从事取代撒旦国度的惊人工作".。基督教世界的许多人认为基督教和文明是同义词。一本传教士杂志说，“我们认为，除了基督教之外，不存在真正的文明”。 因此，在非基督教国家，其中最大的是由清朝统治的中国，传教士在那里可以促成基督教和文明的双重祝福。“三亿到四亿的灵魂聚集在那里，其中十分之九仍然没有听到过福音。” 在传教热情的背后是一种理论，即必须让全世界皈依基督教，以预期千年王國的到来，即圣经中预言的基督的千年统治。:22-23
奥伯林的理想主义以及社会和宗教激进主义，使它成为全世界传教事业的主要贡献者。欧柏林的毕业生，如梅威良（William Scott Ament）加入了美国公理会差会，在19世纪70年代在中国生活和工作，作为 将基督教福音带给所有民族努力的一部分。
直到丁戊奇荒（1876-1879年），新教传教士才得以进入中国北方内陆地区的山西省。在干旱造成的饥荒期间，传教士在该省向大约340万人分发粮食。即便如此，据一些估计，山西有500万人死于饥荒，占山西人口的三分之一。 虽然罗马天主教早就传入山西，也有一些中国人加入了天主教，但新教徒和天主教徒通常不相往来，即使各自的差会和教堂可能非常靠近。。

## 山西的欧柏林传教士
1881年1月5日，欧柏林神学院的一位学生冕路德（Martin Luther Stimson)写信给美国公理会差会，提供12名欧柏林大学毕业生到中国传教。美国差会接受了这一提议，建议以山西作为传教地点，当时该省只有少数几名中国内地会和大英浸信会的英国传教士。1882年，冕路德和他的妻子（Emily Brooks Hall Stimson）成为第一对抵达山西的欧柏林传教士。1882年，文阿德（Irenaeus J. Atwood）夫妇和丁家立（Charles Daniel Tenney）。很快，其他人也加入了进来。1882年至1900年间，共有30名欧柏林传教士在山西工作，包括男性传教士、他们的妻子和单身女传教士。然而，大多数传教士几年后就辞职了，离开了山西和中国，因此传教站的数量一直不多。欧柏林传教士分别在省会太原西南60公里和100公里处的太谷和汾州两座城市建立了传教站。
从一开始，欧柏林传教士就遇到了严重的问题。在启程前往中国之前，这些传教士都没有接受过任何培训、指导或学习中文，尽管美国差会给每个家庭500美元，用于购买和运送食品和其他必需品到他们在中国的传教站。事实证明，对于大多数传教士来说，汉语是极其困难的。太谷和汾州的生活条件拥挤不堪，不卫生。疾病十分猖獗。山西三十名成年传教士中有十人死亡，还有许多人患有严重疾病。 山西欧柏林传教士生下的25名儿童中，有12人死亡。
传教士之间很快爆发了教义纠纷。丁家立（Charles Daniel Tenney）从传统的基督教信仰偏向于一位论派，倾向于只在精英阶层中传福音。另一方面，冕路德则倾向于雇佣中国传教士和助手，自下而上地传播基督教。欧柏林传教士站在丁家立一边，但最终采用了冕路德的方法。丁家立和冕路德都很快辞职了。传教士们对中国文化知之甚少，而且对大部分所理解的也感到遗憾。 在太谷，1899年，经过近20年的工作，传教士只争取到76个中国信徒。他们还开办了一所男子寄宿学校，有24名学生，一所女子寄宿学校，有16名学生，教会医院和药房在这一年治疗了1313名病人。传教士在这一年里还收容和治疗了150多名鸦片成瘾者。

## 义和团
欧柏林传教士1899年的年度报告提到，在中国人中散布基督教传教士在井中投毒的谣言。这也许是义和团在山西的第一个预兆。义和团是一个仇教、排外的农村运动，1898年开始于山东省，并向北向西蔓延。义和团相信，通过遵守适当的仪式，他们可以刀枪不入，将可恨的外国人杀死或驱逐。干旱加剧了农村日益严重的动荡。
1900年3月，满清任命亲义和团的官员毓贤调任为山西巡抚。1900年6月，义和团抵达太谷和汾州，传教士们在城市和乡村四处走动时，开始遭受威胁和嘲讽。威胁的暴徒聚集在传教站外。有消息说，义和团袭击了北京附近的的铁路和外国人，还有中国政府对义和团的支持。传教士们听到谣言说，6月27日是义和团在山西消灭传教士的日期。这一天过去了，在太谷和汾州的欧柏林传教士没有发生任何事件，但两名年轻的英国妇女，中国内地会的传教士，在一个外围村庄被杀。  
7月9日，45名外国传教士，新教徒、天主教徒，以及中国基督教领袖，在太原巡抚衙门大院被斩首处死。 （见太原屠杀）。其中大多数是英国浸信会传教士。不过其中两名死者是居住在汾州的欧柏林传教士艾渥德牧师（Ernest Atwater）的大女儿（Ernestine Atwater）和二女儿（Mary Atwater）,分别为 10岁和8岁。

## 太谷屠杀
1900年7月，太谷的欧柏林传教士几乎被围困在传教站大院里。这里有六个美国人：来浩德牧师（Dwight Howard Clapp）、来浩德师母（Mary Jannie Clapp）；卫禄义牧师（George Louis Williams）和德富士牧师（Francis Ward Davis），他们两人的妻子都在美国；还有两位单身女传教士，贝如意姑娘（Susan Rowena Bird）和露美乐姑娘（Mary Louise Partridge）。  大约50名中国基督徒和他们在一起，其中包括22名男子。7月31日，一群义和团闯入大院。传教士和几个中国人躲在一个空棚子里，一个义和团发现了他们。来浩德是一名和平主义者，反对任何抵抗，但德富士手持手枪，开枪打伤了一名义和团。义和团随后杀害了所有基督徒，防火烧房，传教士试图逃跑时，被用石头打死。
义和团随后在太谷附近的城市和乡村游荡，杀害了70至100名中国基督徒及其家庭成员。

## 汾州屠杀

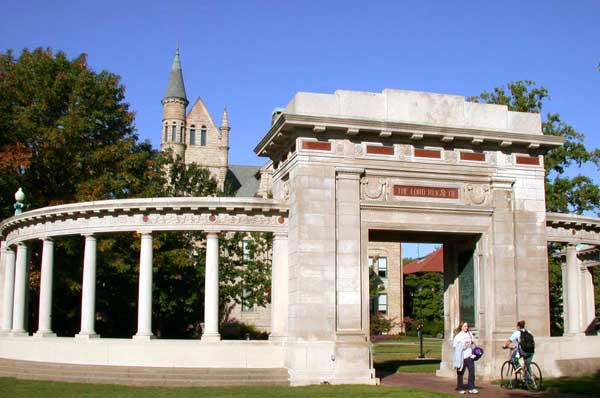
欧柏林学院的纪念拱门，纪念1900年在中国被杀的15位欧柏林传教士

在汾州有七位欧柏林传教士：贾诗礼牧师（Charles Wesley Price）、贾诗礼师母（Eva Jane Price）和他们六岁的女儿（Florence）；艾渥德牧师（Ernest R. Atwater）、艾渥德师母（Elizabeth Graham Atwater）以及他们的第三个女儿（Celia）和第四个女儿（Bertha），分别是五岁和三岁。还有三名内地会传教士和他们在一起。
8月14日，传教士奉命离开这座城市。十名传教士、三名中国基督徒和两名车夫穿过街道，上万人默默地看着他们离开。护送传教士的士兵奉命在途中杀死他们，其中一位中国基督徒预计到即将发生的事情，用财物贿赂士兵，获准离开。当他逃走时，听到枪声。所有的传教士都被杀死，士兵们抢劫了尸体，当地村民将尸体掩埋。

## 余波
八國聯軍解救了被义和团和中国军队围困在天津和北京的外国人。（见天津之战和八国联军之役），但直到1901年1月，德国士兵才到达山西，了解到欧柏林学生志愿传道团和该省其他传教士的命运。7月9日，在太原屠杀一年之后，在太原为遇害者举行了追思礼拜。 1903年，在欧柏林学院的校园里，建立了欧柏林学生志愿传道团的纪念拱门。1908年成立了铭贤社（欧柏林山西纪念协会，Oberlin Shansi Memorial Association）。在欧柏林学院的帮助下，欧柏林毕业生孔祥熙在太谷在赔偿给公理会的土地上，开设了铭贤学院。这所学校在抗日战争期间被迫迁往中国西南部四川省金堂县农村，战后迁回太谷。1949年共产党赢得内战后，铭贤学院改为 山西农业大学 。
1951年，朝鲜战争爆发后，欧柏林学院和山西农业大学失去了联系。直到改革开放后的1982年，两所学校才恢复接触。在欧柏林山西纪念协会的主持下，欧柏林学院开始每年派山西代表到山西农业大学，教授英语，直到今日。

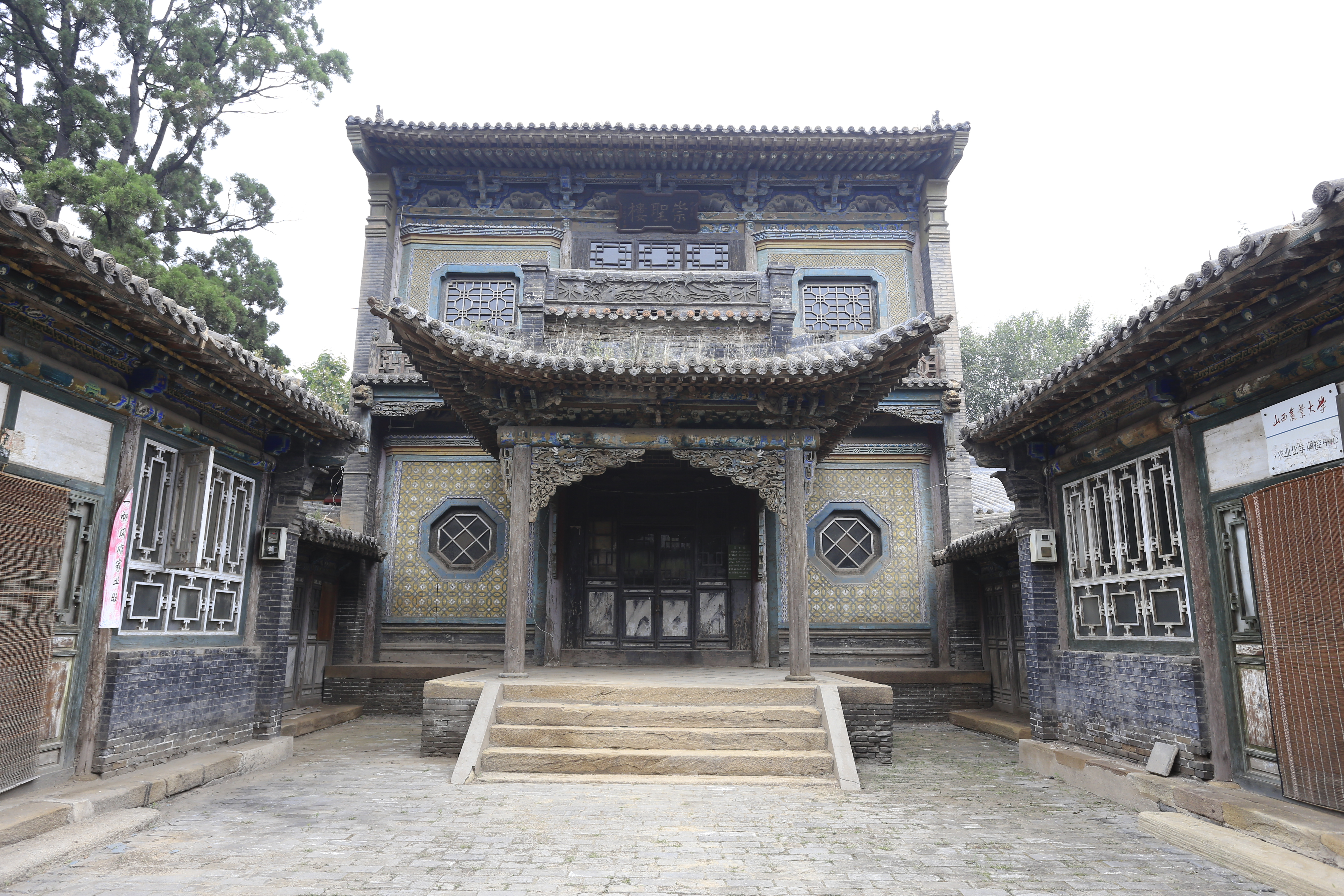
山西铭贤学校旧址——崇圣楼
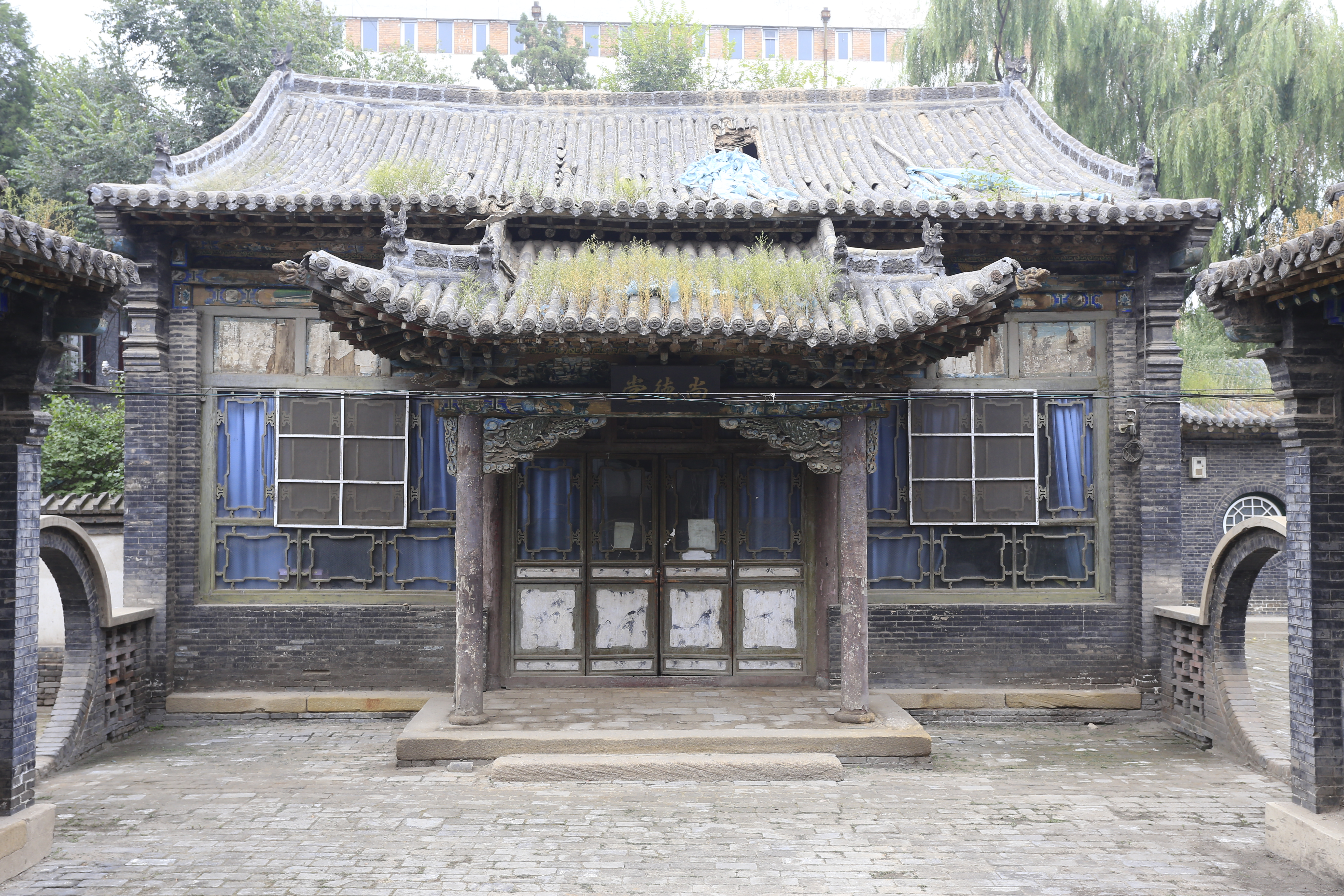
山西铭贤学校旧址——尚德堂